# Bahnhöfe in Paderborn
Die Übersicht der Bahnhöfe in Paderborn beschreibt die in der ostwestfälischen Stadt Paderborn bestehenden und historischen Bahnhöfe und Haltepunkte der Eisenbahn.
An der Hauptstrecke Hamm–Warburg, die quer durch die Innenstadt verläuft, gibt es nur einen zentralen Bahnhof. Vier weitere Bahnhaltepunkte bestehen an der Bahnstrecke nach Bielefeld (Senne-Bahn). Sie sind nachfolgend in der gegebenen Reihenfolge ab Paderborn Hauptbahnhof aufgeführt. Eine Besonderheit ist der im Anschluss daran beschriebene Werkshalt AW Paderborn. Die bestehenden Bahnhöfe und Haltepunkte gehören zum Bereich des DB-Regionalnetzes Münster-Ostwestfalen (MOW) und zum Zweckverband Nahverkehr Westfalen-Lippe (NWL).

## Haltepunkt Paderborn Kasseler Tor

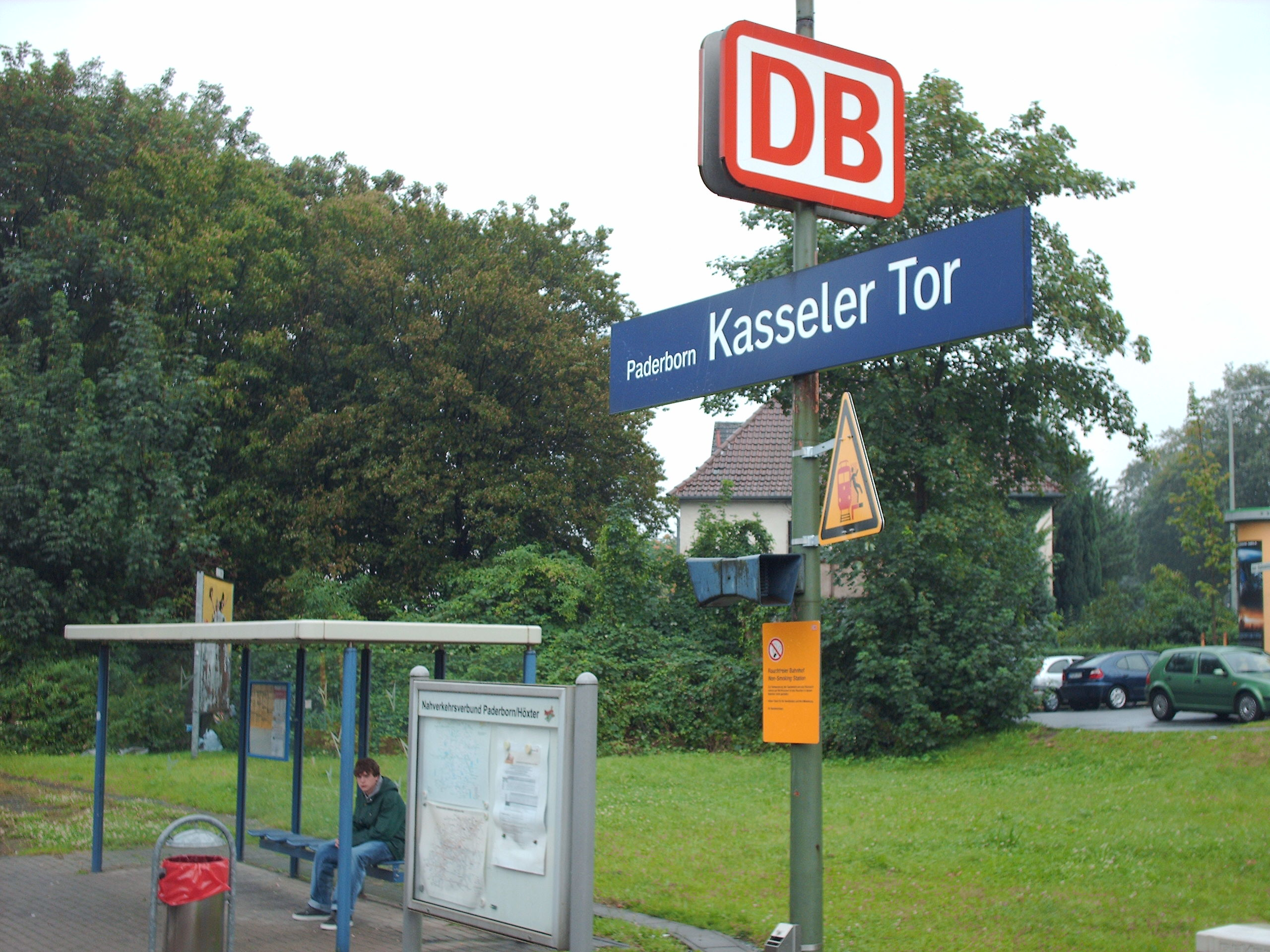
Haltepunkt Kasseler Tor

Der Haltepunkt Paderborn Kasseler Tor (Lage) liegt an der Strecke Paderborn–Bielefeld (Senne-Bahn RB 74). Er besteht aus nur einem Bahnsteig am Gleis der Sennebahn, direkt neben der zweigleisigen Bahnstrecke Hamm–Warburg, zwei Kilometer vom Hauptbahnhof entfernt. Dies Gleis ist außerdem die Verbindung zum Ausbesserungswerk Paderborn sowie zum Benteler-Werk und nach Bad Lippspringe. Die Strecke wird halbstündlich von der NordWestBahn nach Bielefeld befahren. Der Haltepunkt Kasseler Tor (offizielle Haltestellenbezeichnung: „Bahnhof Kasseler Tor“) wird von den PaderSprinter-Buslinien 61 und 68 sowie den Buslinien 484, S85, 471, S30 und N3 angefahren. Die Buslinien R31, R50, R51, 470 und S50 halten an der Haltestelle Am Kasseler Tor und die Buslinien 4 und 9 an der Haltestelle Kasseler Straße. Das historische Bahnhofsgebäude von 1907 nach Plänen von Alois Holtmeyer wurde 1976 abgerissen.
Es gibt Planungen für einen Haltepunkt Rosentor in günstigerer Lage zum Stadtzentrum. Dieser würde an der zweigleisigen Hauptbahn zwischen Kasseler Tor und Hauptbahnhof liegen und damit auch den Halt der Züge aus Richtung Altenbeken ermöglichen. Probleme bestehen hier jedoch bei der Kapazität der Hauptstrecke und dem Platzbedarf, insbesondere im Falle einer Ausweitung der Verkehrsangebote. Der Haltepunkt Kasseler Tor würde dann entfallen. Nach Stand 2014 ist für den bestehenden Haltepunkt eine barrierefreie Modernisierung vorgesehen.

## Bahnhof Paderborn Nord

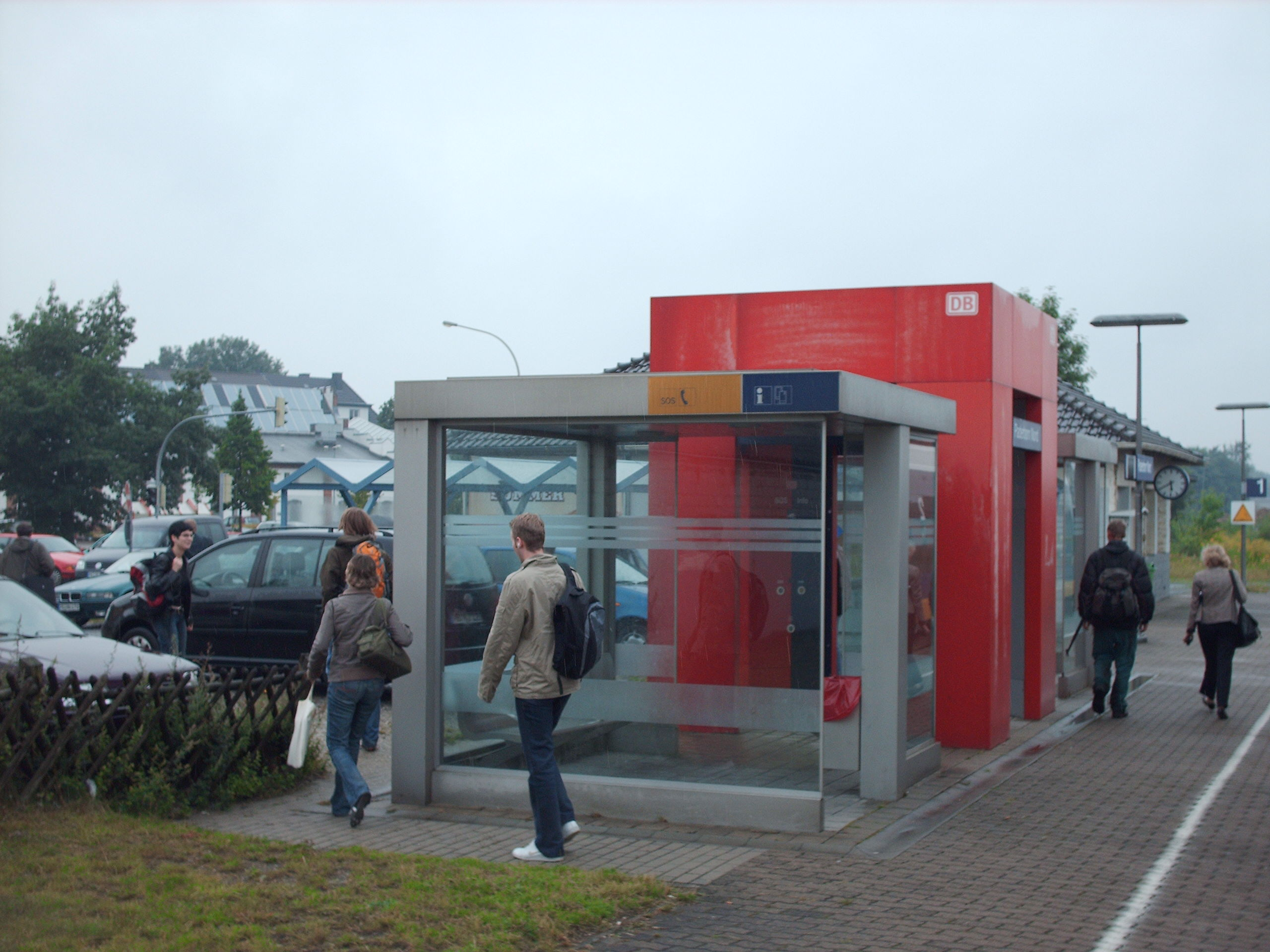
Wartehäuschen und Fahrkartenautomat am Nordbahnhof

Der Bahnhof Paderborn Nord (Lage) liegt in der Kernstadt Paderborns. Es handelt sich um einen Bahnhof der Preisklasse 6 mit der Abkürzung EPDN. Er wird von der Senne-Bahn (RB 74) nach Bielefeld Hbf und Paderborn Hbf halbstündlich bedient. Er liegt in unmittelbarer Nähe des DB-Ausbesserungswerkes. Weiterhin zweigt hier eine Güterstrecke nach Marienloh ab, die früher bis Bad Lippspringe führte. An der Strecke besteht ein Anschlussgleis zum Benteler-Werk.
Der Bahnhof hat insgesamt 13 Gleise. Allerdings werden für den Personenverkehr nur drei Gleise (Gleis 1, Gleis 2 und Gleis 4) benutzt, da nur diese Gleise einen Bahnsteig haben. Im Regelfall halten die Züge jedoch nur am Bahnsteig an Gleis 1 und 2, da hier die Zugbegegnungen stattfinden. Auch die Padersprinter-Linien 2 und 5 halten am Bahnhof. Sie führen ebenfalls zum Hauptbahnhof Paderborn und nach Marienloh sowie zum Ingolstädter Weg.

## Haltepunkt Schloß Neuhaus

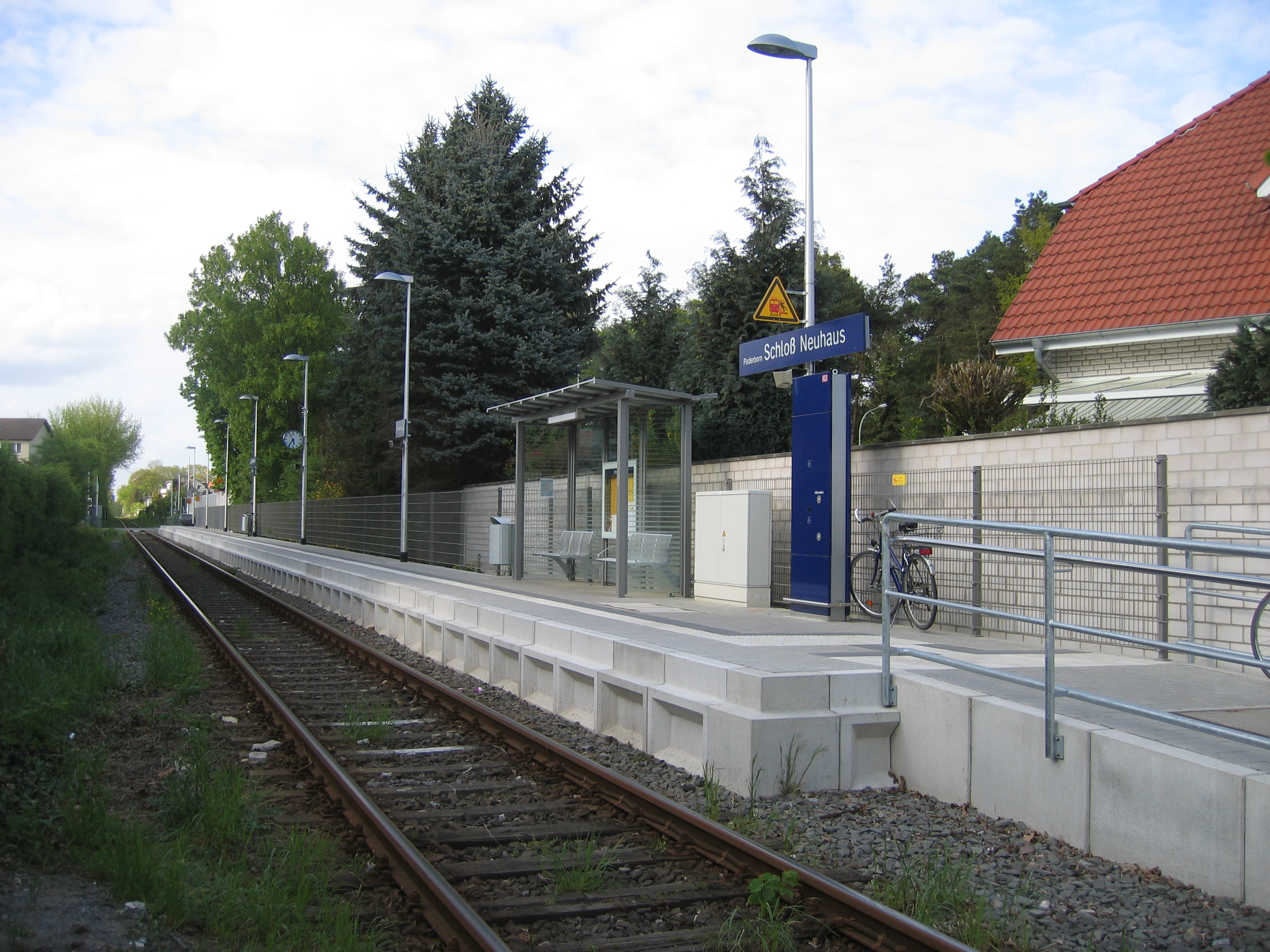
Haltepunkt Paderborn-Schloss Neuhaus

In Schloß Neuhaus besteht seit Ende 2008 zwischen Schatenweg und Hatzfelder Straße der Haltepunkt Schloß Neuhaus Hp (Lage). Aufgrund von Grundstücksstreitigkeiten konnte ein Zugang von der Hatzfelder Straße noch nicht fertiggestellt werden. Das erschwert u. a. das Umsteigen zu der am Haltepunkt vorbeifahrenden PaderSprinter-Buslinie 11. Der Haltepunkt am eingleisigen Streckenabschnitt wird von der Regionalbahnlinie RB 74 Bielefeld–Sennestadt–Paderborn (Senne-Bahn) bedient. Um den Fahrplan halten zu können, fahren jedoch in der Hauptverkehrszeit die Verstärkerzüge durch.
Der ehemalige Bahnhof Schloss Neuhaus wird heute nur noch als Abstellgleis für das Benteler-Stahlwerk Schloß Neuhaus genutzt.

## Bahnhof Sennelager

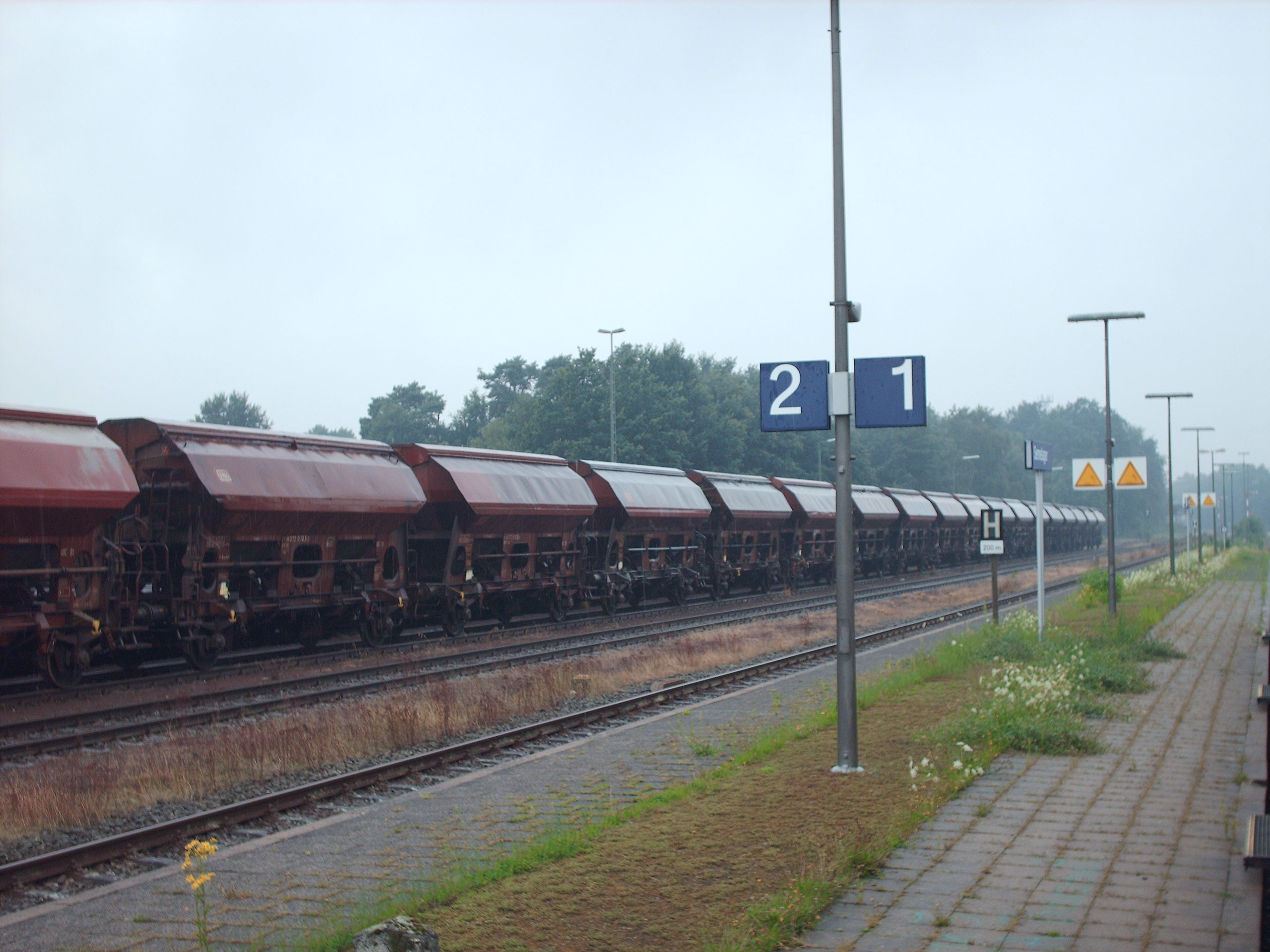
Bahnhof Sennelager mit Güterzug

Der Bahnhof Sennelager (51° 46′ 13″ N, 8° 42′ 49,6″ O) liegt an der Senne-Bahn, auf der die Regionalbahnlinie RB 74 Bielefeld–Sennestadt–Paderborn verkehrt. Durchgeführt wird der SPNV von der NordWestBahn, die Diesel-Triebwagen der DB-Baureihe 643 einsetzt. Für den Personenverkehr standen ursprünglich zwei Bahnsteiggleise an einem Mittelbahnsteig zur Verfügung, seit dem Ausbau 2015 jedoch nur noch ein Bahnsteiggleis mit Seitenbahnsteig. Zugkreuzungen sind über die zusätzlichen Gleise weiterhin möglich. Weitere Gleise dienen dem Güterverkehr, u. a. Verladung von Panzern durch die Bundeswehr.

## Geplanter Haltepunkt im Osten Paderborns
Der Nahverkehrsverbund Paderborn/Höxter (NPH) plant eine neue Bahnstation an der Bahnstrecke Hamm–Warburg.
Die geplante Station wurde vom NPH im Dezember 2015 im Rahmen der DB-Stationsoffensive in den neuen SPNV-Bedarfsplan des Landes Nordrhein-Westfalen unter dem Namen „Paderborn Universität/Lieth“ eingetragen. Während ursprünglich ein Standort am Ludwigsfelder Ring angedacht war, wird inzwischen 600 Meter weiter östlich an der Driburger Straße geplant. Durch die Verlegung werden nach der Bebauung der ehemaligen Barker-Kaserne etwa 26.000 Menschen im Radius von 1,5 Kilometern um den geplanten Haltepunkt leben.

## Historische Haltepunkte

### Elsen, Neuenbeken, Wewer
Die 1969 bzw. 1975 nach Paderborn eingemeindeten Orte Elsen, Neuenbeken und Wewer hatten ehemals eigenen Bahnhaltepunkte. Wewer wurde durch die heute weitgehend abgebaute Almetalbahn bedient. Die anderen beiden ehemaligen Gemeinden liegen an der Hauptbahn.

### Paderborn-Stadtheide
Der einstige Haltepunkt Paderborn-Stadtheide befand sich an Streckenkilometer 1,3 der Bahnstrecke Paderborn Nord–Bad Lippspringe, einer Zweigstrecke der Senne-Bahn. Er wurde mit Eröffnung der Stichstrecke am 8. Oktober 1906 eröffnet. Aufgrund stark sinkender Fahrgastzahlen wurde zunächst der Personenverkehr am 30. Mai 1965 eingestellt und anschließend der Haltepunkt stillgelegt.

### Diebesweg
Der ebenfalls an der Stichstrecke nach Bad Lippspringe gelegene Haltepunkt Diebesweg befand sich an Streckenkilometer 3,4. Der Haltepunkt lag an der gleichnamigen Straße, dem Diebesweg, zwischen Paderborn und Marienloh. Er wurde mit Eröffnung der Stichstrecke am 8. Oktober 1906 eröffnet. Aufgrund stark sinkender Fahrgastzahlen wurde zunächst der Personenverkehr am 30. Mai 1965 eingestellt und anschließend der Haltepunkt stillgelegt.

### Haltepunkt AW Paderborn

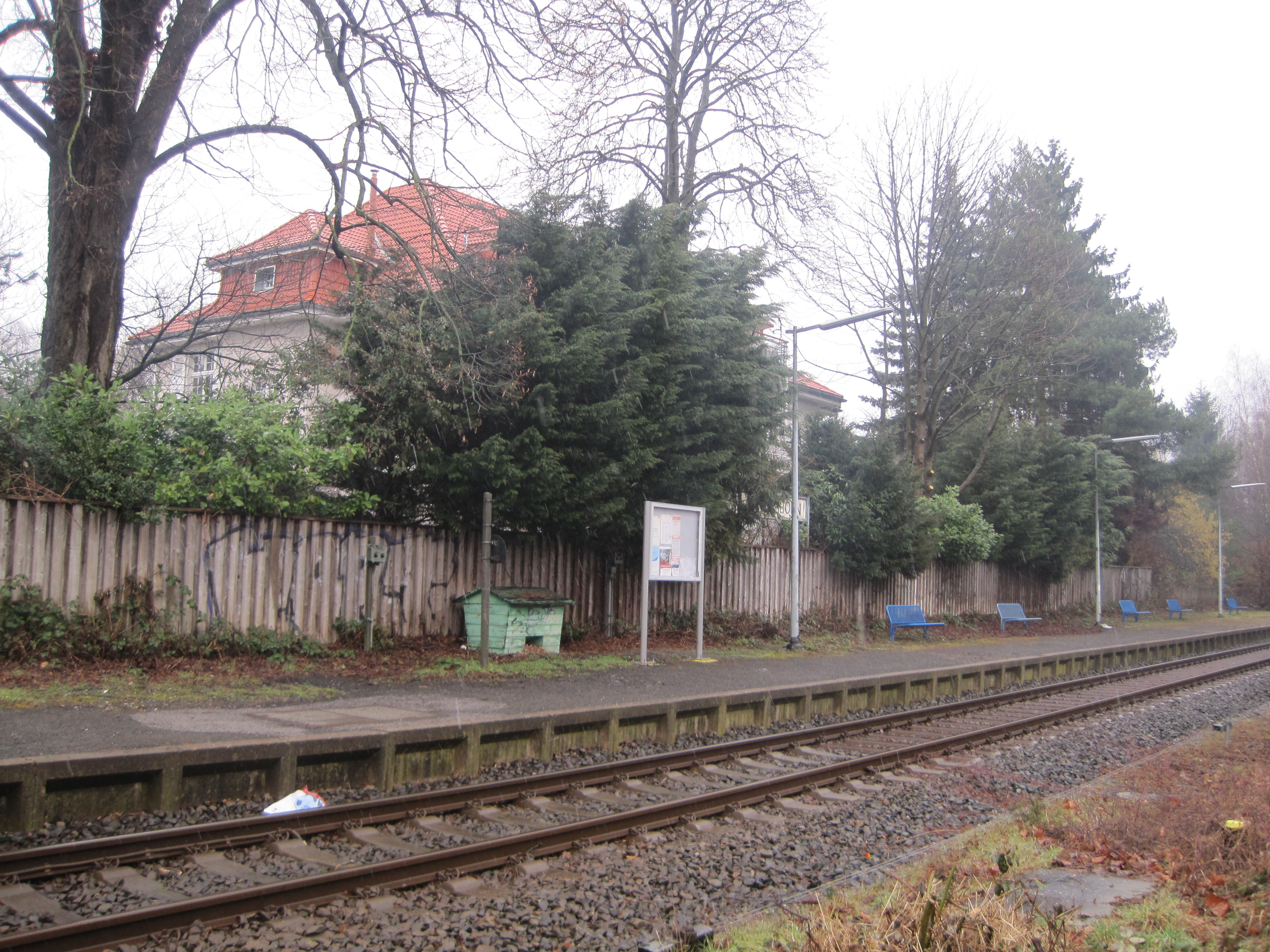
Aw Paderborn

In unmittelbarer Nähe des Ausbesserungswerkes Paderborn-Nord befand sich in der Hermann-Kirchhoff-Straße der Haltepunkt AW Paderborn. Der Halt liegt ebenfalls an der Senne-Bahn und wurde bis Dezember 2013 werktäglich von je einem Frühzug und bis zu zwei Zügen am Nachmittag der Regionalbahnlinie RB 74 auf der Strecke Bielefeld–Sennestadt–Paderborn bedient. Seit Dezember 2013 wird hier nicht mehr gehalten und der Bahnsteig ist für neue Signalanlagen teilweise zurückgebaut.